# Sautel
Pour les articles homonymes, voir Sautel (homonymie).
Sautel (nom officiel) ou Le Sautel (appellation locale, renvoyant à la dénomination Le Sautèlh en occitan languedocien) est une commune française située dans le département de l'Ariège, en région Occitanie. Sur le plan historique et culturel, la commune fait partie du pays d'Olmes, haut lieu de la tragédie cathare alliant des paysages d'une extrême diversité.
Exposée à un climat océanique altéré, elle est drainée par le ruisseau du Sautel et par deux autres cours d'eau. La commune possède un patrimoine naturel remarquable composé de cinq zones naturelles d'intérêt écologique, faunistique et floristique.
Sautel est une commune rurale qui compte 127 habitants en 2022, après avoir connu un pic de population de 355 habitants en 1831. Elle fait partie de l'aire d'attraction de Lavelanet. Ses habitants sont appelés les Sautelois ou Sauteloises.

## Géographie

### Localisation
La commune de Sautel se trouve dans le département de l'Ariège, en région Occitanie.
Elle se situe à 17 km à vol d'oiseau de Foix, préfecture du département, à 23 km de Pamiers, sous-préfecture, et à 6 km de Lavelanet, bureau centralisateur du canton du Pays d'Olmes dont dépend la commune depuis 2015 pour les élections départementales.
La commune fait en outre partie du bassin de vie de Lavelanet.
Les communes les plus proches sont : 
Pradettes (1,7 km), Lieurac (1,8 km), Ilhat (3,0 km), Esclagne (3,2 km), Carla-de-Roquefort (3,4 km), Raissac (3,9 km), Péreille (4,3 km), Tabre (4,3 km).
Sur le plan historique et culturel, Sautel fait partie du pays d'Olmes, haut lieu de la tragédie cathare alliant des paysages d'une extrême diversité.
Sautel est limitrophe de sept autres communes.
Les communes limitrophes sont  Esclagne, Ilhat, Laroque-d'Olmes, Lavelanet, Lieurac, Pradettes et Raissac.
|         | Pradettes | Esclagne        |
| Lieurac | Sautel    | Laroque-d'Olmes |
| Ilhat   | Raissac   | Lavelanet       |

Commune située dans les Pyrénées (massif du Plantaurel), au nord de Lavelanet en Pays des Pyrénées cathares.

### Géologie et relief
La commune est située dans le Bassin aquitain, le deuxième plus grand bassin sédimentaire de la France après le Bassin parisien. Les terrains affleurants sur le territoire communal sont constitués de roches sédimentaires datant du Cénozoïque, l'ère géologique la plus récente sur l'échelle des temps géologiques, débutant il y a 66 millions d'années. La structure détaillée des couches affleurantes est décrite dans les feuilles « n°1075 - Foix » et « n°1076 - Lavelanet » de la carte géologique harmonisée au 1/50 000ème du département de l'Ariège, et leurs notices associées,.
La superficie cadastrale de la commune publiée par l’Insee, qui sert de références dans toutes les statistiques, est de 9,13 km2,. La superficie géographique, issue de la BD Topo, composante du Référentiel à grande échelle produit par l'IGN, est quant à elle de 9,3 km2. Son relief est particulièrement escarpé puisque la dénivelée maximale atteint 448 mètres. L'altitude du territoire varie entre 375 m et 823 m.

### Hydrographie

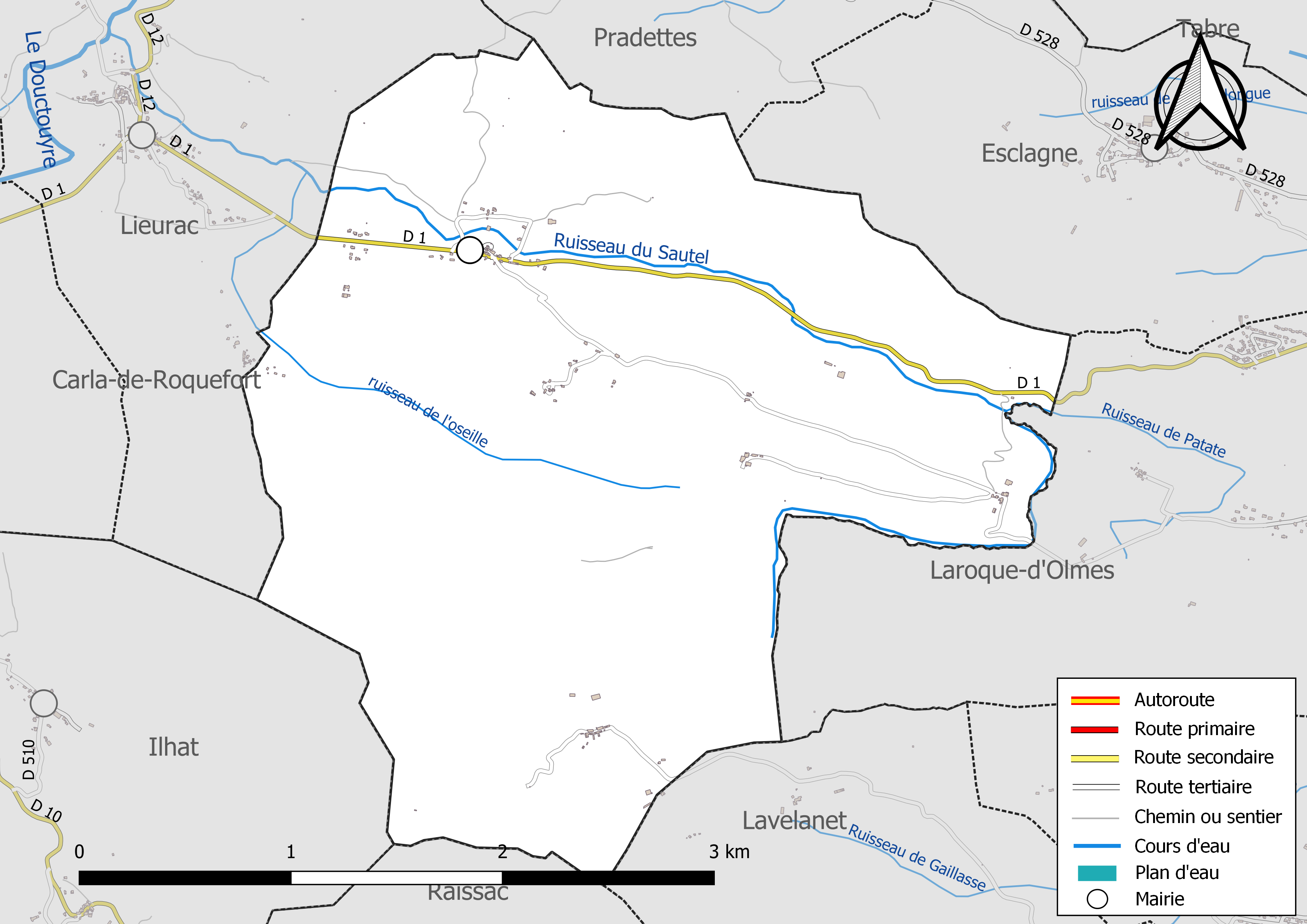
Réseaux hydrographique et routier de Sautel.

La commune est dans le bassin versant de la Garonne, au sein du bassin hydrographique Adour-Garonne. Elle est drainée par le ruisseau du Sautel, le ruisseau de l'oseille et le ruisseau de Patate, constituant un réseau hydrographique de 7 km de longueur totale,.

### Climat
Pour des articles plus généraux, voir Climat de l'Occitanie et Climat de l'Ariège.
En 2010, le climat de la commune est de type climat océanique altéré, selon une étude s'appuyant sur une série de données couvrant la période 1971-2000. En 2020, Météo-France publie une typologie des climats de la France métropolitaine dans laquelle la commune est exposée à un climat de montagne et est dans la région climatique Pyrénées centrales, caractérisée par une pluviométrie annuelle de 1 000 à 1 200 mm.
Pour la période 1971-2000, la température annuelle moyenne est de 12,3 °C, avec une amplitude thermique annuelle de 15,6 °C. Le cumul annuel moyen de précipitations est de 904 mm, avec 10,2 jours de précipitations en janvier et 6,1 jours en juillet. Pour la période 1991-2020, la température moyenne annuelle observée sur la station météorologique la plus proche, située sur la commune de Roquefort-les-Cascades à 5 km à vol d'oiseau, est de 12,7 °C et le cumul annuel moyen de précipitations est de 1 101,5 mm,. Pour l'avenir, les paramètres climatiques de la commune estimés pour 2050 selon différents scénarios d'émission de gaz à effet de serre sont consultables sur un site dédié publié par Météo-France en novembre 2022.

### Milieux naturels et biodiversité
L’inventaire des zones naturelles d'intérêt écologique, faunistique et floristique (ZNIEFF) a pour objectif de réaliser une couverture des zones les plus intéressantes sur le plan écologique, essentiellement dans la perspective d’améliorer la connaissance du patrimoine naturel national et de fournir aux différents décideurs un outil d’aide à la prise en compte de l’environnement dans l’aménagement du territoire.
Trois ZNIEFF de type 1 sont recensées sur la commune :
- les « coteaux secs, vallons et collines de l'ouest du bas pays d'Olmes » (6 664 ha), couvrant 19 communes du département[25] ;
- le « cours moyen du Douctouyre » (34 ha), couvrant 5 communes du département[26],
- « le Plantaurel entre Foix et Lavelanet » (11 312 ha), couvrant 26 communes du département[27] ;

et deux ZNIEFF de type 2, : 
- les « coteaux du Palassou » (26 749 ha), couvrant 48 communes dont 43 dans l'Ariège et 5 dans l'Aude[28] ;
- « le Plantaurel » (42 116 ha), couvrant 72 communes dont 68 dans l'Ariège, 2 dans l'Aude et 2 dans la Haute-Garonne[29].

Carte des ZNIEFF de type 1 et 2 à Sautel.
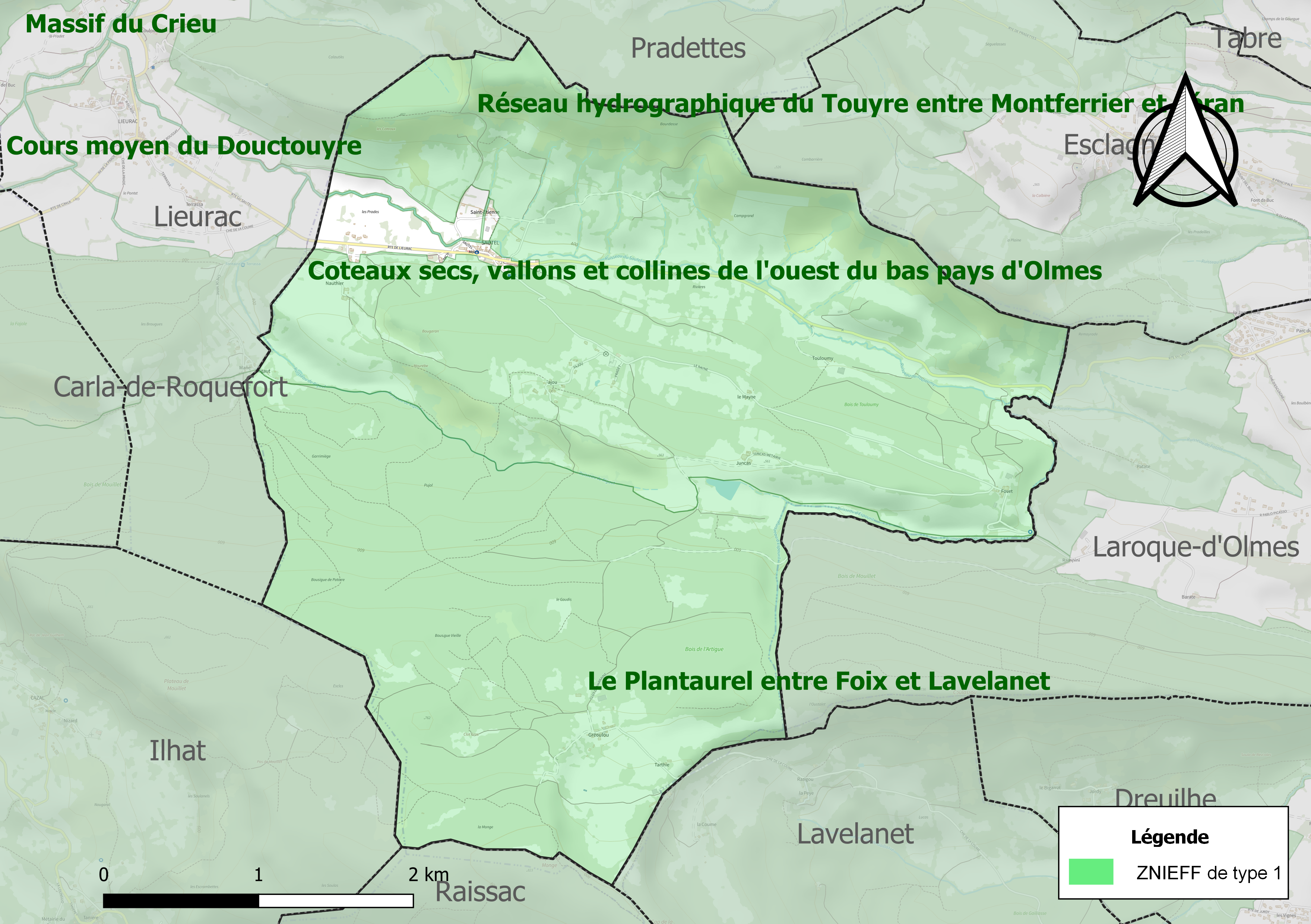
Carte des ZNIEFF de type 1 sur la commune.
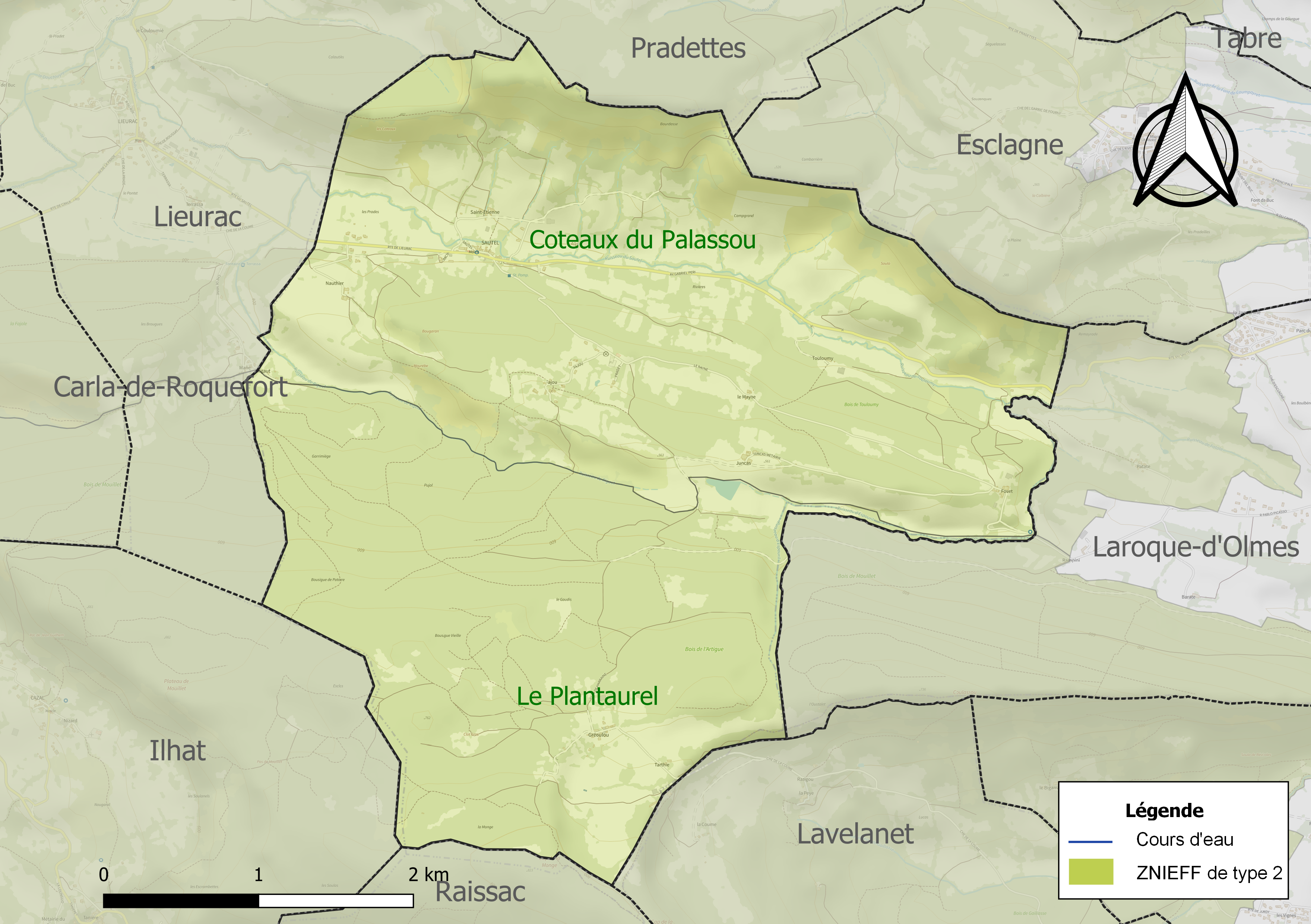
Carte des ZNIEFF de type 2 sur la commune.

## Urbanisme

### Typologie
Au 1er janvier 2024, Sautel est catégorisée commune rurale à habitat très dispersé, selon la nouvelle grille communale de densité à 7 niveaux définie par l'Insee en 2022.
Elle est située hors unité urbaine. Par ailleurs la commune fait partie de l'aire d'attraction de Lavelanet, dont elle est une commune de la couronne,. Cette aire, qui regroupe 28 communes, est catégorisée dans les aires de moins de 50 000 habitants,.

### Occupation des sols
L'occupation des sols de la commune, telle qu'elle ressort de la base de données européenne d’occupation biophysique des sols Corine Land Cover (CLC), est marquée par l'importance des forêts et milieux semi-naturels (63,1 % en 2018), en augmentation par rapport à 1990 (54,7 %). La répartition détaillée en 2018 est la suivante : 
forêts (53,1 %), prairies (27,6 %), milieux à végétation arbustive et/ou herbacée (10,1 %), zones agricoles hétérogènes (9,3 %). L'évolution de l’occupation des sols de la commune et de ses infrastructures peut être observée sur les différentes représentations cartographiques du territoire : la carte de Cassini (XVIIIe siècle), la carte d'état-major (1820-1866) et les cartes ou photos aériennes de l'IGN pour la période actuelle (1950 à aujourd'hui).

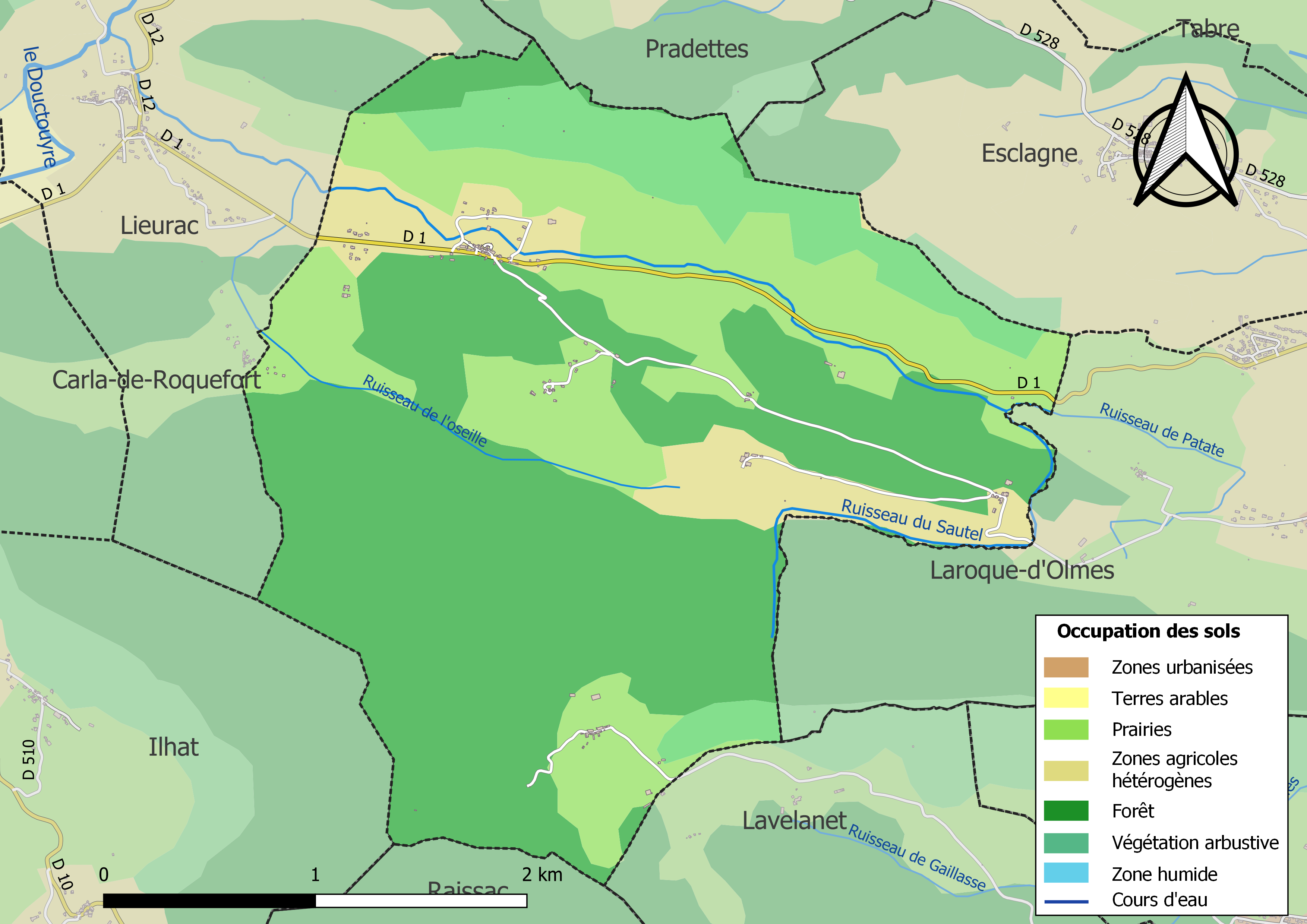
Carte des infrastructures et de l'occupation des sols de la commune en 2018 (CLC).

### Habitat et logement
En 2018, le nombre total de logements dans la commune était de 71, alors qu'il était de 72 en 2013 et de 58 en 2008.
Parmi ces logements, 78 % étaient des résidences principales, 16,2 % des résidences secondaires et 5,9 % des logements vacants. Ces logements étaient pour 91,9 % d'entre eux des maisons individuelles et pour 8,1 % des appartements.
Le tableau ci-dessous présente la typologie des logements à Sautel en 2018 en comparaison avec celle de l'Ariège et de la France entière. Une caractéristique marquante du parc de logements est ainsi une proportion de résidences secondaires et logements occasionnels (16,2 %) inférieure à celle du département (24,6 %) mais supérieure à celle de la France entière (9,7 %). Concernant le statut d'occupation de ces logements, 81 % des habitants de la commune sont propriétaires de leur logement (76,4 % en 2013), contre 66,3 % pour l'Ariège et 57,5 % pour la France entière.
| Typologie                                               | Sautel | Ariège | France entière |
| ------------------------------------------------------- | ------ | ------ | -------------- |
| Résidences principales (en %)                           | 78     | 65,7   | 82,1           |
| Résidences secondaires et logements occasionnels (en %) | 16,2   | 24,6   | 9,7            |
| Logements vacants (en %)                                | 5,9    | 9,7    | 8,2            |

### Risques majeurs

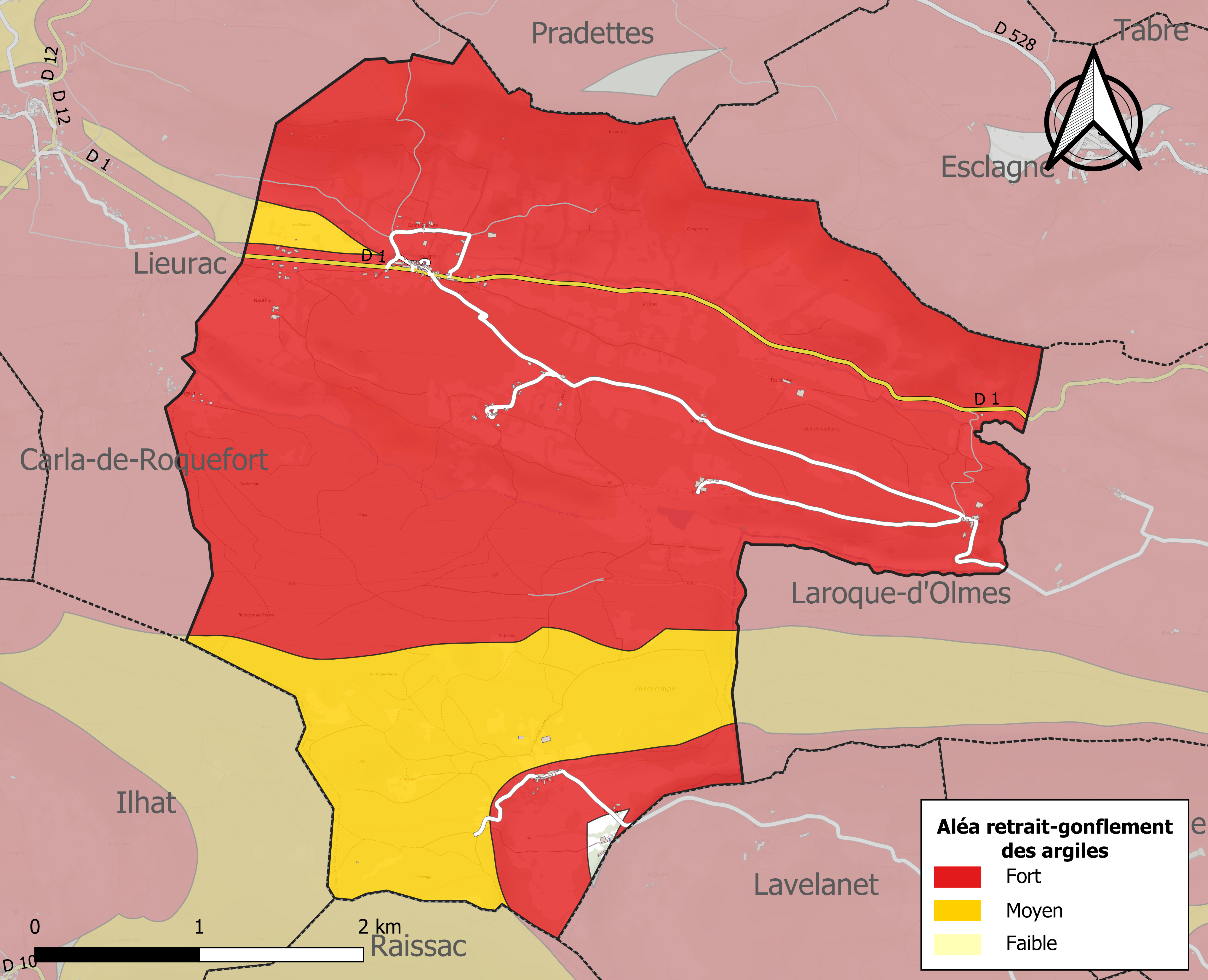
Zonage de l'aléa retrait-gonflement des argiles sur la commune de Sautel.

Le territoire de la commune de Sautel est vulnérable à différents aléas naturels : inondations, climatiques (grand froid ou canicule), feux de forêts, mouvements de terrains et séisme (sismicité modérée),.
Certaines parties du territoire communal sont susceptibles d’être affectées par le risque d’inondation par débordement, crue torrentielle d'un cours d'eau, ou ruissellement d'un versant.
Les mouvements de terrains susceptibles de se produire sur la commune sont soit des chutes de blocs, soit des glissements de terrains, soit des effondrements liés à des cavités souterraines, soit des mouvements liés au retrait-gonflement des argiles. Près de 50 % de la superficie du département est concernée par l'aléa retrait-gonflement des argiles, dont la commune de Sautel. L'inventaire national des cavités souterraines permet par ailleurs de localiser celles situées sur la commune.

## Histoire
D'abord possession de l'abbaye Saint-Sernin de Toulouse, le village sera rattaché à la seigneurie de Mirepoix donnée à Gui Ier de Lévis, bras droit de Simon IV de Montfort, pour ses bons services lors de la croisade contre les Albigeois. Cet acquis demeurera jusqu’à la Révolution.

## Politique et administration

### Découpage territorial
La commune de Sautel est membre de la communauté de communes du Pays d'Olmes, un établissement public de coopération intercommunale (EPCI) à fiscalité propre créé le 26 décembre 1995 dont le siège est à Lavelanet. Ce dernier est par ailleurs membre d'autres groupements intercommunaux.
Sur le plan administratif, elle est rattachée à l'arrondissement de Pamiers, à la circonscription administrative de l'État de l'Ariège et à la région Occitanie.
Sur le plan électoral, elle dépend du canton du Pays d'Olmes pour l'élection des conseillers départementaux, depuis le redécoupage cantonal de 2014 entré en vigueur en 2015, et de la première circonscription de l'Ariège  pour les élections législatives, depuis le redécoupage électoral de 1986.

### Administration municipale
Le nombre d'habitants au recensement de 2017 étant compris entre 100 et 499, le nombre de membres du conseil municipal pour l'élection de 2020 est de onze,.

### Rattachements administratifs et électoraux
Commune faisant partie de la communauté de communes du Pays d'Olmes et du canton du Pays d'Olmes (avant le redécoupage départemental de 2014, Sautel faisait partie de l'ex-canton de Lavelanet).

### Liste des maires
| Période                                  | Période   | Identité        | Étiquette | Qualité              |
| ---------------------------------------- | --------- | --------------- | --------- | -------------------- |
| mars 2001                                | mars 2008 | Bernard Berteil |           |                      |
| mars 2008                                | en cours  | Richard Moretto | PCF       | Agriculteur retraité |
| Les données manquantes sont à compléter. |           |                 |           |                      |

## Population et société

### Démographie
L'évolution du nombre d'habitants est connue à travers les recensements de la population effectués dans la commune depuis 1793. Pour les communes de moins de 10 000 habitants, une enquête de recensement portant sur toute la population est réalisée tous les cinq ans, les populations de référence des années intermédiaires étant quant à elles estimées par interpolation ou extrapolation. Pour la commune, le premier recensement exhaustif entrant dans le cadre du nouveau dispositif a été réalisé en 2004.

En 2022, la commune comptait 127 habitants, en évolution de +23,3 % par rapport à 2016 (Ariège : +1,48 %, France hors Mayotte : +2,11 %).
| 1793 | 1800 | 1806 | 1821 | 1831 | 1836 | 1841 | 1846 | 1851 |
| ---- | ---- | ---- | ---- | ---- | ---- | ---- | ---- | ---- |
| 316  | 312  | 318  | 299  | 355  | 321  | 314  | 324  | 310  |

| 1856 | 1861 | 1866 | 1872 | 1876 | 1881 | 1886 | 1891 | 1896 |
| ---- | ---- | ---- | ---- | ---- | ---- | ---- | ---- | ---- |
| 307  | 310  | 323  | 301  | 288  | 267  | 226  | 225  | 204  |

| 1901 | 1906 | 1911 | 1921 | 1926 | 1931 | 1936 | 1946 | 1954 |
| ---- | ---- | ---- | ---- | ---- | ---- | ---- | ---- | ---- |
| 172  | 175  | 165  | 135  | 134  | 139  | 136  | 122  | 120  |

| 1962 | 1968 | 1975 | 1982 | 1990 | 1999 | 2004 | 2006 | 2009 |
| ---- | ---- | ---- | ---- | ---- | ---- | ---- | ---- | ---- |
| 106  | 82   | 85   | 92   | 105  | 99   | 109  | 113  | 128  |

| 2014 | 2019 | 2022 | - | - | - | - | - | - |
| ---- | ---- | ---- | - | - | - | - | - | - |
| 106  | 121  | 127  | - | - | - | - | - | - |

| selon la population municipale des années : | 1968 | 1975 | 1982 | 1990 | 1999 | 2006 | 2009 | 2013 |
| Rang de la commune dans le département      | 190  | 193  | 172  | 194  | 226  | 206  | 195  | 216  |
| Nombre de communes du département           | 340  | 328  | 330  | 332  | 332  | 332  | 332  | 332  |

### Enseignement
Sautel fait partie de l'académie de Toulouse.

### Activités sportives
Chasse, randonnée pédestre.

## Économie

### Emploi
| Division       | 2008   | 2013   | 2018   |
| -------------- | ------ | ------ | ------ |
| Commune        | 14,8 % | 8,7 %  | 7,8 %  |
| Département    | 8,9 %  | 11,1 % | 11,2 % |
| France entière | 8,3 %  | 10 %   | 10 %   |

En 2018, la population âgée de 15 à 64 ans s'élève à 61 personnes, parmi lesquelles on compte 84,4 % d'actifs (76,6 % ayant un emploi et 7,8 % de chômeurs) et 15,6 % d'inactifs,. En  2018, le taux de chômage communal (au sens du recensement) des 15-64 ans est inférieur à celui de la France et du département, alors qu'en 2008 la situation était inverse.
La commune fait partie de la couronne de l'aire d'attraction de Lavelanet, du fait qu'au moins 15 % des actifs travaillent dans le pôle,. Elle compte 14 emplois en 2018, contre 17 en 2013 et 16 en 2008. Le nombre d'actifs ayant un emploi résidant dans la commune est de 47, soit un indicateur de concentration d'emploi de 30,9 % et un taux d'activité parmi les 15 ans ou plus de 51,4 %.
Sur ces 47 actifs de 15 ans ou plus ayant un emploi, 12 travaillent dans la commune, soit 27 % des habitants. Pour se rendre au travail, 77,6 % des habitants utilisent un véhicule personnel ou de fonction à quatre roues, 10,2 % s'y rendent en deux-roues, à vélo ou à pied et 12,2 % n'ont pas besoin de transport (travail au domicile).

### Activités

#### Développement local
La commune a mené de A à Z la construction de trois logements groupés T3 de 88 m2 avec jardin pour les personnes âgées en plein cœur du village avec une salle conçue pour un lieu de vie commun. Deux autres logements du même type sont en projet pour 2019 toujours au centre du village. La mairie envisage aussi un commerce avec licence III, qui ferait snack, lieu de vente des produits des quatre artisans installés sur la commune et d’animation du village.

## Culture locale et patrimoine

### Lieux et bâtiments
- Église Saint-Jean-l'Évangéliste de Fajou, fut d'abord dédiée à saint Martin jusqu’en 1615, rénovée aux XIXe et XXe siècles.
- Chapelle Saint-Sébastien de Sautel, dont le clocher-mur à trois baies en béton armé a été bâti en 1949.
- La croix de Juncas.

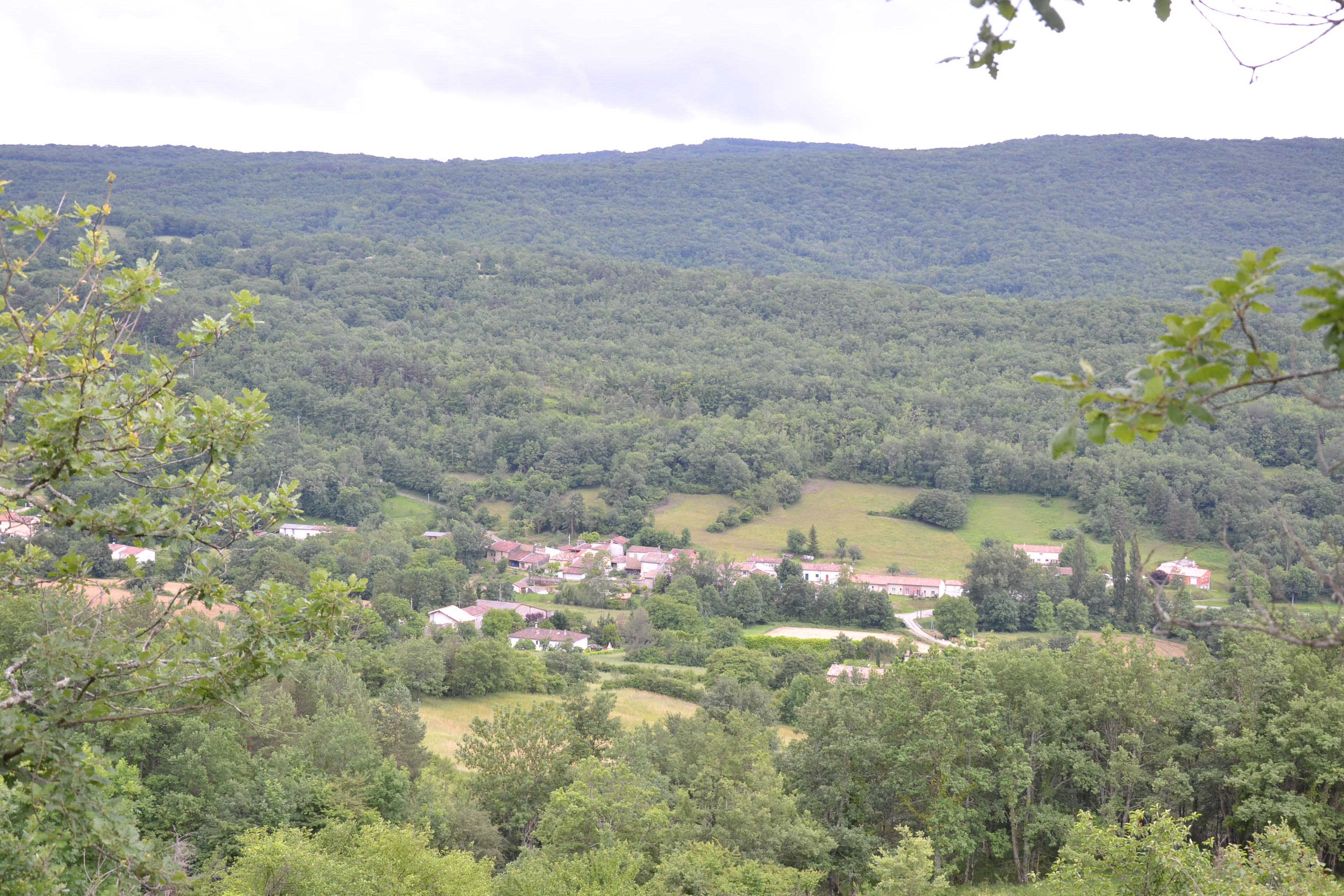
Vue sur le village du Sautel.
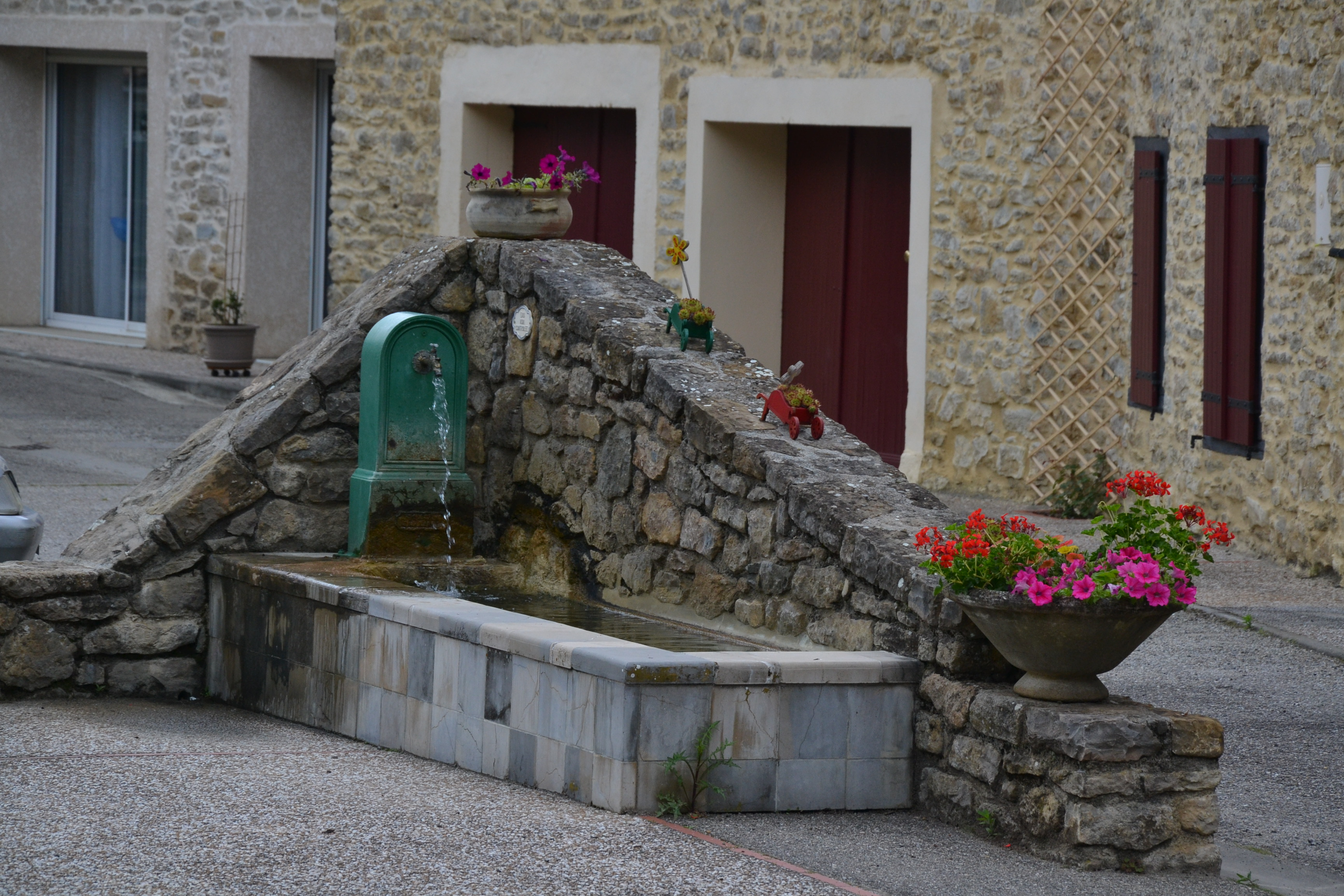
Fontaine-abreuvoir.
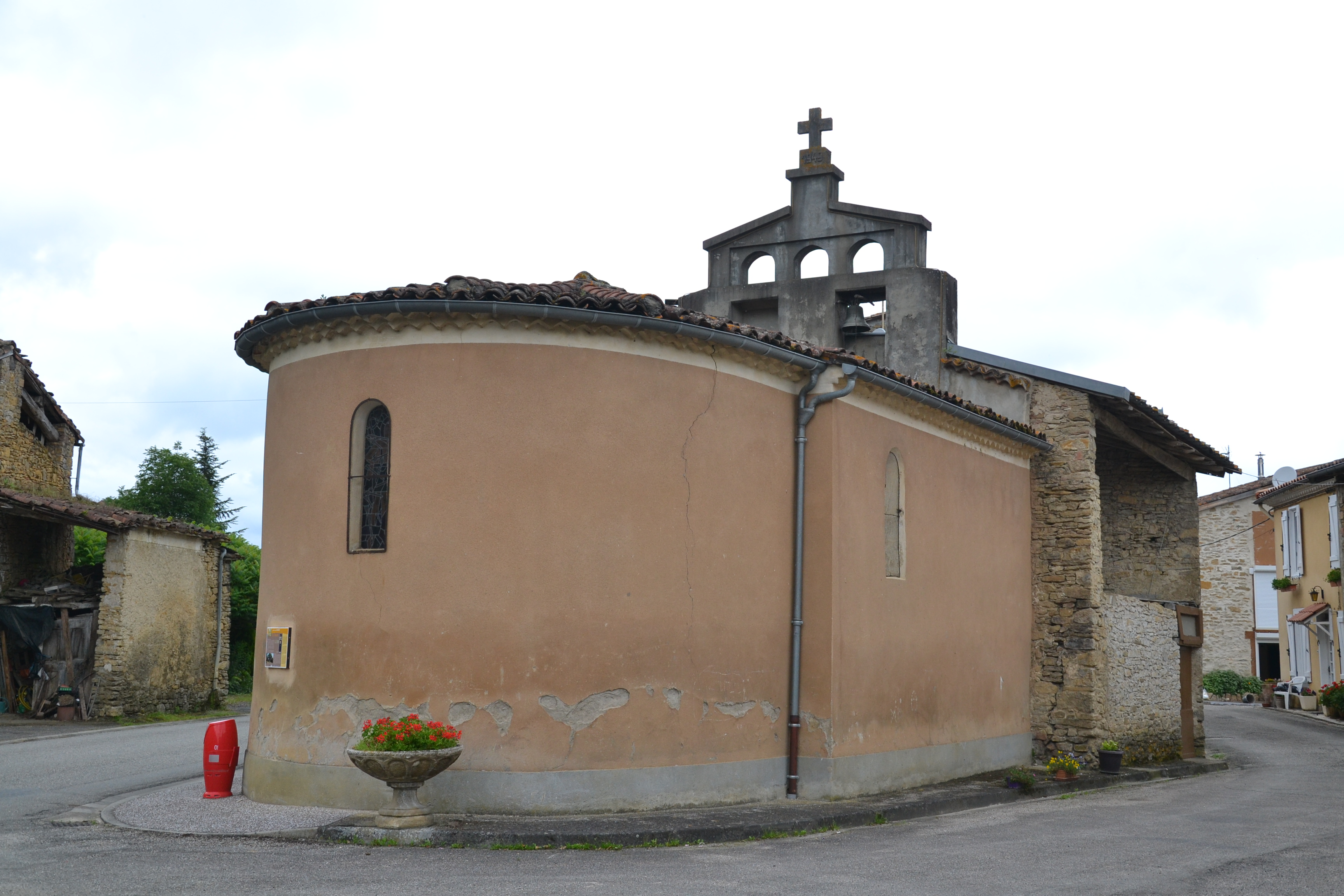
Chapelle Saint-Sébastien de Sautel.

### Héraldique
| Blason de Sautel | Blason  | D'or à la bande de sable côtoyée de deux cotices du même. |
| Blason de Sautel | Détails | Le statut officiel du blason reste à déterminer.          |